# Napad paniki
Napad paniki, inaczej napad lęku lub atak paniki (ang. panic attack, lub anxiety attack) – to pojęcie stosowane w psychopatologii, określające jeden z objawów lękowych.

## Obraz objawowy napadu paniki
Napad paniki, jako objaw, oznacza wystąpienie krótkotrwałego epizodu lęku o skrajnie wysokim nasileniu (uczucia paniki). Zwykle napady lęku osiągają pełną intensywność w ciągu około 2–10 minut, a następnie stopniowo, samoistnie ustępują. Ich całkowity czas trwania to najczęściej około kilku-kilkunastu minut. Mogą niekiedy trwać przez dłuższy czas, lecz (dla uproszczenia ich różnicowania z innymi objawami lękowymi) przyjmuje się, że nie dłużej niż 2 godziny. Mogą pojawiać się bez żadnej uchwytnej dla pacjenta przyczyny (np. napady paniki w przebiegu zespołu lęku napadowego), jak również mogą być inicjowane określonymi sytuacjami (np. napad paniki w przebiegu fobii społecznej) lub stanami chorobowymi (np. napad paniki w przebiegu depresji agitowanej). Napadom paniki towarzyszą nieprzyjemne doznania somatyczne (cielesne), w tym związane z aktywnością autonomicznego układu nerwowego. Objawy składające się na napad paniki u poszczególnych osób mogą się różnić. Najczęstszymi z nich są:
- wzrost ciśnienia tętniczego krwi,
- palpitacje serca,
- ból w klatce piersiowej,
- duszność,
- uczucie braku tchu,
- uczucie dławienia,
- przyśpieszony oddech,
- suchość w jamie ustnej,
- pocenie się,
- drżenie ciała,
- uderzenia gorąca,
- nieukładowe zawroty głowy,
- zasłabnięcia,
- derealizacja (poczucie nierealności otoczenia, w którym znajduje się dana osoba, „jak gdyby ta sytuacja nie działa się naprawdę”, „jak gdyby to, co się dzieje wokół mnie, nie było rzeczywistością”),
- depersonalizacja (poczucie nierealności, obcości samego siebie, „jak gdybym nie był samym sobą”, „jak gdyby nie dotyczyło mnie to, co czuję”),
- parestezje – uczucie drętwienia lub mrowienia w różnych częściach ciała,
- nudności.

Napadom paniki często towarzyszy wtórny lęk przed śmiercią (np. zawałem, uduszeniem się) lub utratą kontroli (np. „utratą zmysłów” lub chorobą psychiczną). Jednocześnie, w trakcie ataku paniki zdolność krytycznego osądu sytuacji, zdolność do kontrolowania swojego zachowania, do werbalnego komunikowania się z innymi mogą być ograniczone.

## Diagnostyka różnicowa
Do niektórych z zaburzeń i chorób w przebiegu, których mogą występować napady paniki, należą:
- zespół lęku napadowego,
- zaburzenia lękowe uogólnione,
- zaburzenia lękowe w postaci fobii,
- zaburzenia afektywne (np. depresja agitowana, zespół Cotarda),
- reakcja na ciężki stres lub zaburzenia adaptacyjne,
- zespoły otępienne o organicznym podłożu (np. reakcja katastroficzna),
- zaburzenia psychotyczne.

Wśród chorób somatycznych, w przebiegu których mogą wystąpić objawy napadów paniki, wymieni się:
- nadczynność tarczycy,
- napadową hipoglikemię,
- guz chromochłonny nadnerczy (łac. pheochromocytoma),
- wypadanie płatka zastawki dwudzielnej,
- tężyczkę,
- ostrą chorobę niedokrwienną serca,
- padaczkę.

M.in. z tych względów pacjenci zgłaszający się z powodu występowania napadów paniki wymagają przeprowadzenia starannej diagnostyki różnicowej i badań dodatkowych. Leczenie objawów, jakimi są napady paniki, uzależnione jest od ich podłoża.